# Antti Autti
Antti-Matias Antero Autti (né le 15 mars 1985 à Rovaniemi en Finlande) est un snowboardeur spécialiste des épreuves de Big Air et de Half-pipe. Son frère Tuomas est également un sportif dans la discipline du ski acrobatique. Leur oncle, Artto Autti, fut quant à lui défenseur de la sélection finlandaise de football. Autti a commencé le snowboard en 1995.

## Biographie

### 2001-2004
Depuis qu'il a débuté la compétition en 2001, Autti s'est rapidement illustré par sa technique et son style impeccable. Il a remporté à quatre reprises la Coupe du monde de half-pipe. En 2004, il finit second de la coupe du monde de half-pipe derrière son ami et compatriote Risto Mattila. Autti a également remporté une édition de la WSF World Half-pipe ainsi que l'édition 2004 de la FIS Finnish National, toujours en half-pipe.

### 2004-2005
À la suite de sa percée au championnat du monde et aux Winter X Games, en 2005, Autti participe et termine second de la Nippon Open. Il se classe troisième de l'US Open Snowboarding Championships et premier lors de l'épreuve de big Air à l'Arctic Challenge. Il a également reçu un prix son Tweak switch backside 540, lors d'une épreuve de best trick. 
En avril 2005, la Finlande annonce officiellement qu'Antti Autti représentera son pays aux Jeux olympiques d'hiver de 2006.
En juillet 2005, il dispute le Nokia Totally Board à Taïwan. En août, Autti participe au Billabong's Freeway tour en Australie et Nouvelle-Zélande. Il a remporté la Coupe Perisher Pipe et a fini troisième au Slopestyle Jam.

### 2005-2006
Lors de la saison 2005-06, Autti est monté sur deux podiums lors de la Coupe du monde à Valle Nevado, au Chili, en septembre. En octobre il obtient une seconde place à Saas-Fee en Suisse. 
En novembre 2005, au cours de la Finlande Skiexpo annuelle, Autti a été décerné Rider de l'année par le magazine Slammer. Il a reçu le plus de votes dans un sondage des internautes. Il a aussi finit neuvième des meilleurs athlètes finlandais, élu par des journalistes de magazines sportifs. Fin 2005, Antti Autti participe au X-Trail Jam au Japon et termine cinquième. Pour l'anecdote, il fut invité au banquet de fin d'année organisé par la présidence de la Finlande. Ce banquet honore des personnalités finlandaises parmi lesquelles des athlètes de haut niveau, des hommes politiques, des célébrités, etc.
En janvier 2006, Autti a participé au Burton European Open de Laax, en Suisse, terminant deuxième au slopestyle et quatrième au half-pipe. Deux jours plus tard, il se casse les côtes. 
Aux Jeux olympiques de 2006, malgré une course quasi parfaite, il a termine cinquième, ce qui provoqua les huées de nombreux fans dans le public. Son compatriote, Markku Koski, obtient la médaille de bronze et déclarera plus tard qu'Autti méritait d'être sur le podium. 
En décembre 2006, il a obtenu la 3e place au Nokia Air & Style à Munich, en Allemagne. 

## Palmarès

### Jeux olympiques d'hiver
- Jeux olympiques de 2006 à Turin (Italie) :
  - 5e sur l'épreuve du Half-pipe.

### Championnats du monde
- Ticket To Ride (TTR) World Snowboard Tour
  - 2e du Classement Général 2007
  - 3e du Classement Général 2006
- Championnats du monde de 2003 à Kreischberg (Autriche) :
  -  Médaille de bronze du Big Air.
- Championnats du monde de 2005 à Whistler (Canada) :
  -  Médaille d'or du Half-pipe.
  -  Médaille d'or du Big Air.
- Championnats du monde de 2007 à Arosa (Suisse) :
  -  Médaille d'argent du Big Air.

### Coupe du monde
- Meilleur classement au général du Half pipe : 2e en 2004.
- 6 victoires en course (toutes en Half pipe).

## Commanditaires
Antti Autti est commandité par Nokia, Flow, Billabong, Rockstar, DaKine, Von Zipper, Giro, GSM-Suomi et Swix.